# شينغو ناكاجاوا
شينغو ناكاجاوا (باليابانية: 中川真吾) هو ممثل ياباني، ولد في 8 مايو 1983 بتوتشيغي في اليابان.

## وصلات خارجية
- شينغو ناكاجاوا على موقع IMDb (الإنجليزية)
- شينغو ناكاجاوا على موقع قاعدة بيانات الفيلم (الإنجليزية)